# حوزه انتخابیه چهارم کانزاس
حوزه انتخابیه چهارم کانزاس یک حوزه انتخابیه مجلس نمایندگان آمریکا است که در ایالت کانزاس قرار دارد.